# چارلی گود
چارلی گود (انگلیسی: Charlie Goode؛ زادهٔ ۳ اوت ۱۹۹۵) بازیکن فوتبال اهل بریتانیا است.
از باشگاه‌هایی که در آن بازی کرده‌است می‌توان به باشگاه فوتبال هیز، باشگاه فوتبال هندون، باشگاه فوتبال اسکانتورپ یونایتد، و باشگاه فوتبال فولام اشاره کرد.
وی همچنین در تیم ملی فوتبال England C بازی کرده‌است.